# Raoul Rousseau
Pour les articles homonymes, voir Rousseau.
Raoul Rousseau est un homme politique français, médecin de profession, né le 3 mai 1915 à Orléans (Loiret) et mort le 11 avril 1993 à Périgueux (Dordogne). 

## Biographie
Docteur en médecine, Raoul Rousseau se distingue dans la Résistance et a été décoré, à ce titre, de la Croix de guerre 1939-1945 et de la Croix du combattant volontaire de la Résistance.
En 1944, il présidait le Comité départemental de libération de Trélissac. Il s'est engagé dans la 2e division blindée du général Leclerc comme lieutenant médecin.
De 1947 à 1958, il fait partie du RPF créé par le général de Gaulle puis de l'UNR de 1958 à 1960.
De 1958 à 1964, il est conseiller général du canton de Périgueux, succédant à Yves Péron.
Il est élu le 30 novembre 1958 député pour la Ire législature (1958-1962) de la Ve république, dans la 1re circonscription de la Dordogne. 

## Mandats

### Conseil municipal dePérigueux(Dordogne)
- 1953 - 1954 : adjoint au maire[1]
- 1954 - 1965 : conseiller municipal[1]

### Conseil municipal deLa Chapelle-Gonaguet(Dordogne)
- mars 1971 - avril 1993 : maire
- Décédé en fonctions le 11 avril 1993

### Conseil général de la Dordogne
- 1958 - 1964 : conseiller général du canton de Périgueux[1]

### Assemblée nationale
- 30/11/1958 - 09/10/1962 : député de la 1re circonscription de la Dordogne[3]